# 埃米尔·约翰·鲁道夫·弗赖
埃米爾·約翰·魯道夫·弗賴（Emil Johann Rudolf Frey，1838年10月24日–1922年12月24日），瑞士聯邦第47任總統，前任總統為卡爾·申克、繼任總統為約瑟夫·岑普。1860年，埃米尔·约翰·鲁道夫·弗赖來到美国。南北战争爆發後，埃米尔·约翰·鲁道夫·弗赖成為联邦军的一員。

## 早期生活
埃米爾·約翰·魯道夫·弗賴出生於巴塞爾鄉村州的阿爾勒斯海姆，父親是埃米爾·雷米吉烏斯·弗賴 (EmilRemigiusFrey)，母親是艾瑪·克勞斯(EmmaKloss)。他的父親是一位自由派分離主義政治家。
1848年德國革命後，弗里德里希·赫克(Friedrich Hecker) 逃離鎮壓，弗賴的家人為他提供了庇護。在巴塞爾的中學畢業後，前往耶拿的一所農藝學院學習。1860年，他移居美國，抵達伊利諾伊州貝爾維爾，該地區有許多48歲左右的人，他們是1848年歐洲革命的老兵。他曾為赫克工作過一段時間，但他們發生了爭吵。

## 從軍生涯

### 美國內戰
弗賴以列兵身份加入聯邦陸軍第24 伊利諾伊步兵團。
弗賴組成了第82伊利諾伊州步兵團（稱為“第二赫克團”），並在1863 年7月的葛底斯堡戰役中擔任該團的代理上校。他在葛底斯堡戰役的第一天被俘，並隨後在利比監獄被關了十八個月，然後被交換給戈登上尉，一名被判死刑的南方邦聯囚犯。戰爭結束時弗賴獲得少校軍銜。1864年7月14 日，他取消了瑞士公民身份，轉而與美國人較量。

### 瑞士陸軍
他在瑞士並沒有享受義務兵役，但從美國回來後，鑑於他在美國內戰中的經歷，他一開始就被任命為瑞士陸軍少校。當他擔任聯邦委員時，他的軍階是上校。

## 政治生涯
內戰結束後，弗賴返回瑞士。 1866年至1872年間，他擔任巴塞爾鄉村州政府成員。由於對政治家的薪水不滿意，他很快於1872 年擔任《Basler Nachrichten》雜誌的編輯。同年，弗賴當選為瑞士國民議會成員，他在1875年至1876年間主持了議會。
1882年至1888年間，弗賴擔任瑞士首任駐華盛頓美國大使（公使）。美國總統切斯特‧阿瑟(ChesterA.Arthur) 視他為兩國的代表。在擔任大使期間，他總是在家鄉阿爾勒斯海姆避暑。
1890年12月11日當選為瑞士聯邦委員會委員，並在1894年成為47任聯邦主席。